# (17051) Oflynn
(17051) Oflynn (1999 FW46) – planetoida z pasa głównego asteroid okrążająca Słońce w ciągu 3,49 lat w średniej odległości 2,3 j.a. Odkryta 20 marca 1999 roku.